# کلی شرلی
کلی شرلی (انگلیسی: Kellie Shirley؛ زادهٔ ۱۱ ژوئیهٔ ۱۹۸۱) بازیگر اهل بریتانیا است.
از فیلم‌ها یا برنامه‌های تلویزیونی که وی در آن نقش داشته‌است، می‌توان به پزشک‌ها، مرگ در بهشت، نیایش، ایست‌اندرز، ونوس، ویمبلدون، اداره و پادشاه دزدان اشاره کرد.